# België op het Eurovisiesongfestival 2002
België nam deel aan het Eurovisiesongfestival 2002 in Tallinn, Estland. Het was de 44ste deelname van het land op het Eurovisiesongfestival. De selectie verliep via Eurosong. De VRT was verantwoordelijk voor de Belgische bijdrage voor de editie van 2002.

## Selectieprocedure
Eurosong 2002 was de Belgische preselectie voor het Eurovisiesongfestival 2002, dat gehouden zou worden in de Estse hoofdstad Tallinn. De finale vond plaats op 17 februari, na vier halve finales te hebben gehad in de vier weken voordien. Alle programma's werden uitgezonden vanuit Studio 100 in Schelle, gepresenteerd door Bart Peeters.  De punten werden verdeeld door vier jury's: de vakjury, bestaande uit Andrea Croonenberghs, Marcel Vanthilt en Rocco Granata, de Radio 2-jury, de Radio Donnajury en de internationale jury met publiek uit andere deelnemende landen. Samen bepaalden zij 66% van de punten. Het publiek stond voor de rest van de punten in. Uiteindelijk wisten Sergio & The Ladies te winnen, en mochten ze België vertegenwoordigen op het Eurovisiesongfestival.

### Uitslag
| Plaats | Artiest             | Lied               | Punten |
| ------ | ------------------- | ------------------ | ------ |
| 1      | Sergio & The Ladies | Sister             | 52     |
| 2      | Spark               | Someday            | 39     |
| 3      | Yasmina             | Take this heart    | 30     |
| 4      | Wuyts & Schepens    | Without love       | 22     |
| 5      | Sonny               | All out of love    | 20     |
| 6      | Severine Doré       | Wherever you'll be | 17     |
| 7      | Raf Van Brussel     | Flyin'             | 6      |

## In Tallinn
België trad als zestiende van de avond aan, na Bosnië-Herzegovina en voor Frankrijk.
Op het einde van de puntentelling bleek dat Sergio en zijn lady's op een gedeelde 13de plaats waren geëindigd met een totaal van 33 punten.

### Gekregen punten

#### Finale
| 12 punten | 10 punten                          | 8 punten | 7 punten               | 6 punten |
| --------- | ---------------------------------- | -------- | ---------------------- | -------- |
|           | - Turkije                          |          | - Rusland              |          |
| 5 punten  | 4 punten                           | 3 punten | 2 punten               | 1 punt   |
|           | - Denemarken - Verenigd Koninkrijk | - Zweden | - Frankrijk - Litouwen | - Spanje |

### Punten gegeven door België

#### Finale
Punten gegeven in de finale:
| 12 punten | Spanje              |
| 10 punten | Frankrijk           |
| 8 punten  | Letland             |
| 7 punten  | Malta               |
| 6 punten  | Verenigd Koninkrijk |
| 5 punten  | Oostenrijk          |
| 4 punten  | Estland             |
| 3 punten  | Cyprus              |
| 2 punten  | Israël              |
| 1 punt    | Zweden              |

1956 · 1957 · 1958 · 1959 · 1960 · 1961 · 1962 · 1963 · 1964 · 1965 · 1966 · 1967 · 1968 · 1969 · 1970 · 1971 · 1972 · 1973 · 1974· 1975 · 1976 · 1977 · 1978 · 1979 · 1980 · 1981 · 1982 · 1983 · 1984 · 1985 · 1986 · 1987 · 1988 · 1989 · 1990 · 1991 · 1992 · 1993 · 1994 · 1995 · 1996 · 1997 · 1998 · 1999 · 2000 · 2001 · 2002 · 2003 · 2004 · 2005 · 2006 · 2007 · 2008 · 2009 · 2010 · 2011 · 2012 · 2013 · 2014 · 2015 · 2016 · 2017 · 2018 · 2019 · 2020 · 2021 · 2022 · 2023 · 2024 · 2025